# مکن (ترانه)
مکن ( به انگلیسی don’t) عنوان ترانه ایست با صدای الویس پریسلی. ترانه‌نویس این ترانه زوج ترانه‌نویس معروف، جری لیبر و مایک استولر هستند ، که بیشتر ترانه‌های پرسلی را نوشته‌اند . این ترانه در چارت بهترینهای موسیقی کانتری مقام نخست را بدست آورده و در چارت ریتم اند بلور نیز مقام چهارم را کسب کرده‌است.